# Dziwogóra
Dziwogóra [d͡ʑivɔˈɡura] (deutsch Dewsberg) ist ein kleines Dorf in der polnischen Woiwodschaft Westpommern. Es gehört zur Gmina Połczyn-Zdrój (Stadt- und Landgemeinde Bad Polzin) im Powiat Świdwiński (Kreis Schivelbein).

## Geographische Lage
Dziwogóra liegt in der östlichen Mitte der Woiwodschaft Westpommern, vier Kilometer nordwestlich der Kurstadt Połczyn-Zdrój (deutsch Bad Polzin).

## Geschichte
Dewsberg wurde 1680 und auch 1843 als Besitz derer von Manteuffel genannt. Das wohl bis 1928 in Groß-, (Mittel-) und Klein Dewsberg unterteilte Gutsdorf wurde als „Gutsbezirk Klein Dewsberg“ im Jahre 1874 in den neu geschaffenen Amtsbezirk Buslar (polnisch Buślary) eingegliedert. Er bestand bis 1945 und gehörte zum Kreis Belgard (ab 1939: Landkreis Belgard (Persante) im Regierungsbezirk Köslin in der preußischen Provinz Pommern). Im Jahre 1910 waren im Gutsbezirk Groß Dewsberg 132, im Gutsbezirk Klein Dewsberg 60 Einwohner registriert. Nach 1928 erscheint „Dewsberg“ als ein Ortsteil der Landgemeinde Hohenwardin (polnisch Wardyń Górny).
In Kriegsfolge kam das Dorf 1945 mit dem gesamten Gebiet Hinterpommerns zu Polen und erhielt die polnische Namensform „Dziwogóra“. Es ist heute eine Ortschaft im Verbund der Stadt- und Landgemeinde Połczyn-Zdrój (Bad Polzin) im Powiat Świdwiński (Kreis Schivelbein).

## Religion

### Evangelische Kirche
Bis 1945 war Dewsberg in die evangelische Marienkirche Bad Polzin in der Kirchenprovinz Pommern der Kirche der Altpreußischen Union eingepfarrt. Heute orientieren sich die evangelischen Einwohner zur Pfarrei Koszalin (Köslin) in der Diözese Breslau der Evangelisch-Augsburgischen Kirche in Polen, die in Białogard (Belgard) und Świdwin (Schivelbein) Gottesdienststätten unterhält.

### Katholische Kirche
Vor 1945 war Dewsberg katholischerseits nach Schivelbein hin orientiert. Heute befindet sich die nächstgelegene katholische Kirche im Nachbarort Stare Ludzicko (Lutzig) und ist eine Filialkirche der Pfarrei Połczyn-Zdrój im Bistum Koszalin-Kołobrzeg der polnischen katholischen Kirche.

## Die Dewsberger Eiche
Am  1. Mai 1321 wurde unter den Grenzzeichen wzischen dem Land Belgard (polnisch Białogard) und dem bischöflichen Gebiet Arnhausen (polnisch Lipie) ein Baum „auf dem Difberch“ erwähnt. Am Rande des Klein Dewsberger Dorfteiches stehend hat der zu den Stieleichen gehörende riesige Baum über Auswüchsen am Fuß einen Umfang von 9½ Metern und galt lange als die stärkste unter den bekannten Eichen Pommerns. Im Sommer 1920 zerstörte ein Blitz teilweise nicht nur die Ausmauerung des hohlen Stammes, sondern auch das Innere durch den entstandenen Brand. Dennoch grünte die Eiche in den Folgejahren weiter.

## Verkehr
Dzigorówa liegt abseits des Verkehrsgeschehens und ist doch über Nowe Ludzicko (Neu Lutzig) von der Woiwodschaftsstraße 152 auf einem Landweg günstig zu erreichen. Eine Buslinie sorgt dafür, dass auch Touristen den Ort und seine Landschaft besuchen können.
Nowe Ludzicko war bis 1996 für Dziwogóra auch die nächste Bahnstation und lag an der Bahnstrecke Połczyn-Zdrój–Świdwin. Auf ihr wurde der Betrieb eingestellt, die Anlagen wurden fast vollständig demontiert.